# Katrina Lundstedt
Katrina Melinda Lundstedt, "Katrina-Korp", född 1 januari 1876, död 9 december 1962, var en folksångerska och trallare.
Hon var från Hassela socken, Hälsingland, och dotter till en av dåtidens skickligaste fiolspelmän i Sverige; Korp-Erik Olsson från Hassela. Det var ovanligt att kvinnor spelade fiol på den tiden och de med musikbegåvning var i stället förpassade till att sjunga eller tralla spelmanslåtarna, vilket hon blev en mästare på. Hon följde i unga år ofta med sin far på dansspelningar och hade snart en stor repertoar efter olika spelmän och kunde taktfast och tonrent tralla även de svåraste polskorna. Hon hade även hört Hultkläppen spela och har därmed hjälpt till att bevara låtar efter honom. 
Under 1950-talet insåg grannen Kalle Norin, som växt upp med Katrinas trallar och berättelser, det kulturhistoriska värdet och bidrog därmed tillsammans med prästen Gösta Söderberg, riksspelmannen och folkmusikforskaren Helge Nilsson och Svenskt visarkiv att hon blev dokumenterad och inspelad. Denna spelmanstradition av norrhälsingelåtar förvaltas idag främst av O'tôrgs-Kaisa Abrahamsson, som har många låtar efter Katrina. 
Ett antal inspelningar med Katrina finns på musikalbumserien "Föregångare". O'tôrgs-Kaisa Abrahamsson har tecknat upp och spelat in låtar efter henne: "Låtar efter Katrina Melinda Lundstedt", inklusive kommentarer av Katrina, samt "Ur gamla källor".
Hon är begravd på Hassela kyrkogård.